# Neocrepidodera irrorata
Neocrepidodera irrorata là một loài bọ cánh cứng trong họ Chrysomelidae. Loài này được Medvedev miêu tả khoa học năm 1997.